# أليس كان
اليس كان (بالإنجليزية: Alec Kann)‏ (8 أغسطس 1990 بديكاتور في الولايات المتحدة - ) هو لاعب كرة قدم أمريكي في مركز حراسة المرمى. لعب مع سبورتينغ كانساس سيتي وشيكاغو فاير وتشارلستون بيتري وCharlotte Eagles ‏ ونادي سانت لويس وMississippi Brilla FC ‏.

## وصلات خارجية
- أليس كان على موقع الدوري الأمريكي (الإنجليزية)
- أليس كان على موقع قاعدة بيانات كرة القدم.إي يو (الإنجليزية)
- أليس كان على موقع Soccerbase.com (لاعب) (الإنجليزية)
- أليس كان على موقع Soccerway.com (الإنجليزية)
- أليس كان على موقع عالم كرة القدم.نت (الإنجليزية)
- أليس كان على موقع AS.com (الإسبانية)